# Hello Mary Lou
Hello Mary Lou ist ein Lied, das 1960 von Gene Pitney und Cayet Mangiaracina geschrieben wurde und in der Version von Ricky Nelson ein Nummer-eins-Hit in den Niederlanden, Belgien und Norwegen war. In den Billboard Hot 100 erreichte das Lied Platz 9. Die Version von Ricky Nelson enthält ein markantes Gitarrensolo von James Burton.
Eine frühere Version von Johnny Duncan, Hello Mary Lou Goodbye Heart, erreichte keine Chartplatzierung in Europa. Bekannte Coverversionen des Liedes stammen von Silvio Francesco, Creedence Clearwater Revival, The Seekers, Johnny Hallyday, René Kollo, Peter Beil, Adriano Celentano, Truck Stop und Manuela. Die bekannteste deutsche Version mit einem Text von Carl Ulrich Blecher stammt von Jan und Kjeld und erreichte 1961 Platz 2 in den deutschen Charts. Diese Version sang auch Günter Hapke.
Das Duo Phil & John erreichte 1972 zwar nur Rang 20 bei der Chartplatzierung mit einer deutschsprachigen Fassung, trat jedoch in populären Fernsehsendungen wie der ZDF Hitparade, der Starparade sowie der Disco auf.